# Albatros indian cu nas galben
Albatrosul indian cu nas galben (Thalassarche carteri), face parte din familia albatroșilor și este cel mai mic din genul Thalassarche. 

## Descriere

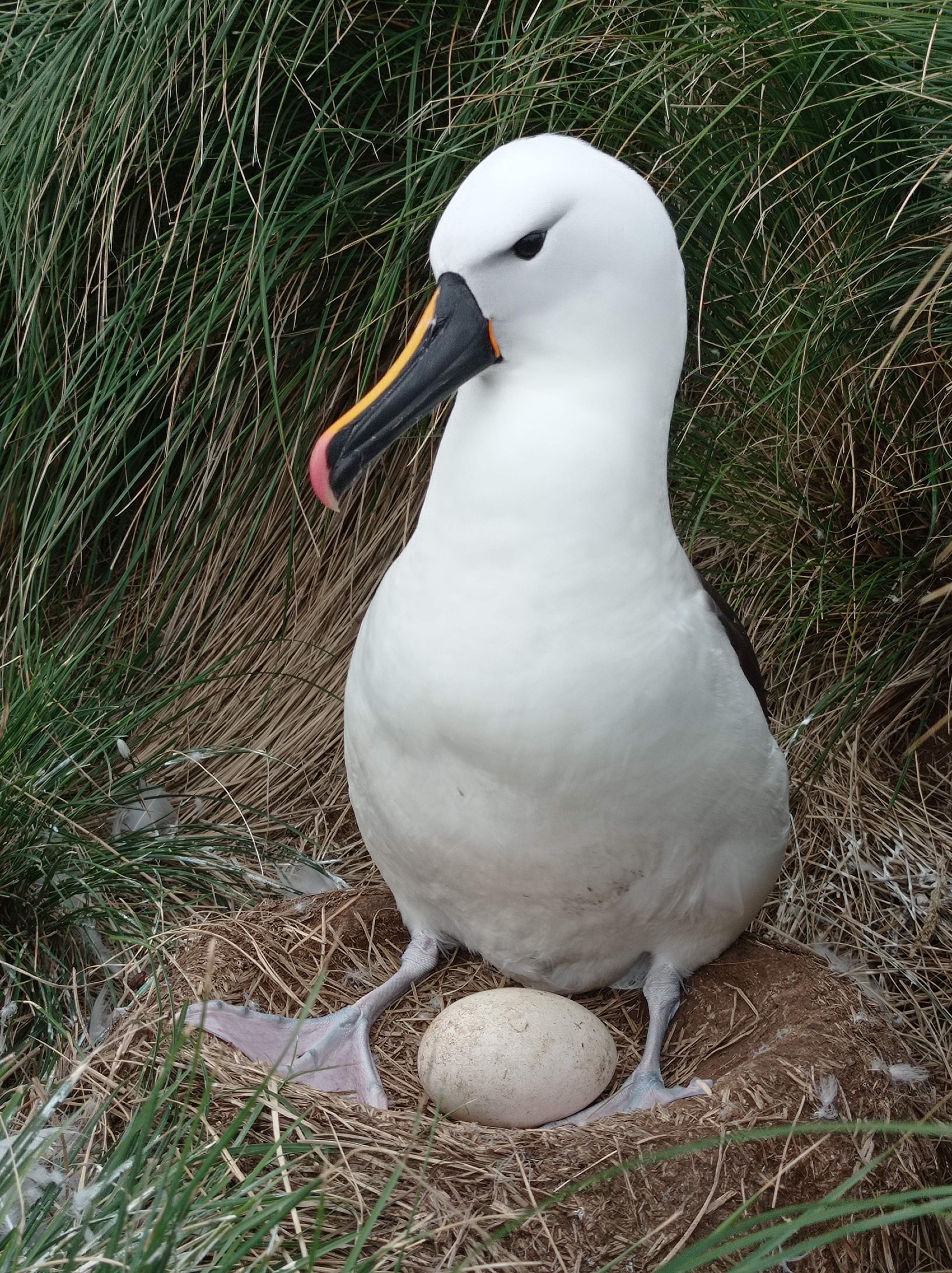
Thalassarche carteri

Albatrosul indian cu nasul galben cântărește 2,55 kg, are o lungime de 76 cm și o lungime a aripilor de 2 metri. Adultul are capul și ceafa gri pal sau albe, cu mantaua, aripile superioare și coada gri închis. Ceafa și părțile inferioare sunt albe, iar aripile inferioare sunt albe, cu vârful negru și cu o margine neagră. Ciocul său este negru, cu o creastă superioară galbenă și un vârf roșu. Păsările tinere au capul alb și ciocul negru. Este dificil de diferențiat de albatrosul cu cap cenușiu și de albatrosul cu nas galben din Atlantic, înrudiți îndeaproape, cu care a fost mult timp considerat conspecific și de care unii încă îl consideră o subspecie. Se poate distinge de albatrosul cu nasul galben din Atlantic prin cap, al cărui penaj gri este mai deschis la albatrosul indian cu nasul galben.

## Comportament

### Reproducere
Ca toți albatroșii, albatrosul indian cu nas galben este un reproducător colonial. Se reproduce anual, iar adulții încep să se reproducă la vârsta de opt ani. Cuibul din noroi este construit în zone stâncoase goale sau în tufișuri de iarbă sau ferigi, și este depus un singur ou. Sezonul de cuibărit începe în august, iar depunerea ouălor are loc în septembrie/octombrie. Incubația durează aproximativ 70 de zile. După eclozare, puiul are nevoie de aproximativ 115 zile pentru a zbura.

### Hrană
Se hrănește cu pești, crustacee și cefalopode. 

## Aria de distribuție și habitatul
Se reproduce în Insulele Prince Edward, Insulele Crozet, Insula Kerguelen, Insula Amsterdam (pe Falaises d'Entrecasteaux) și Insulele St Paul din Oceanul Indian. Atunci când se hrănesc în timpul incubării, păsările vor căuta hrană la o distanță de până la 1.500 km de colonie. Pe mare, este răspândit din Africa de Sud până în Oceanul Pacific, chiar dincolo de Noua Zeelandă, între 30° S și 50° S.

## Galerie

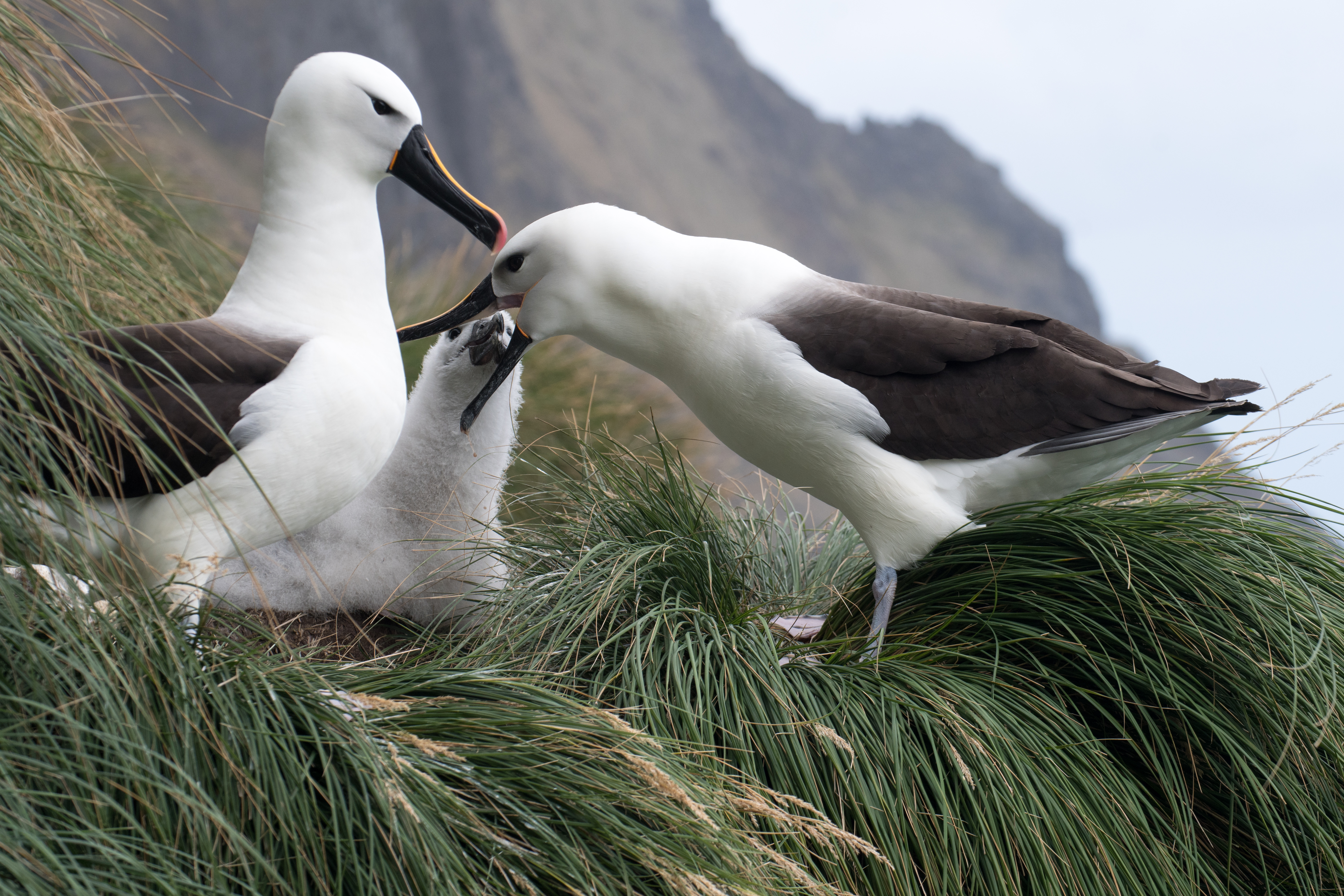
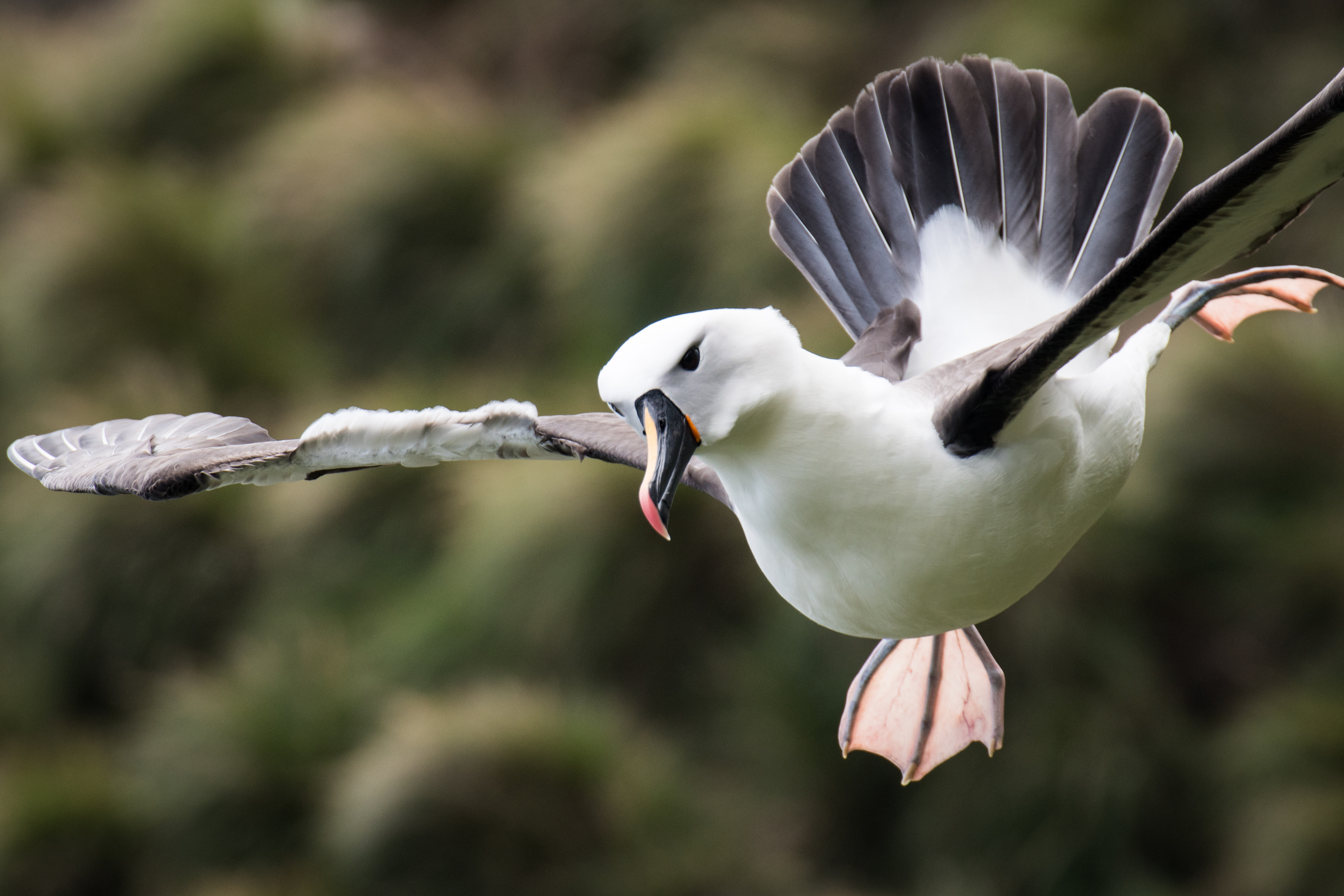
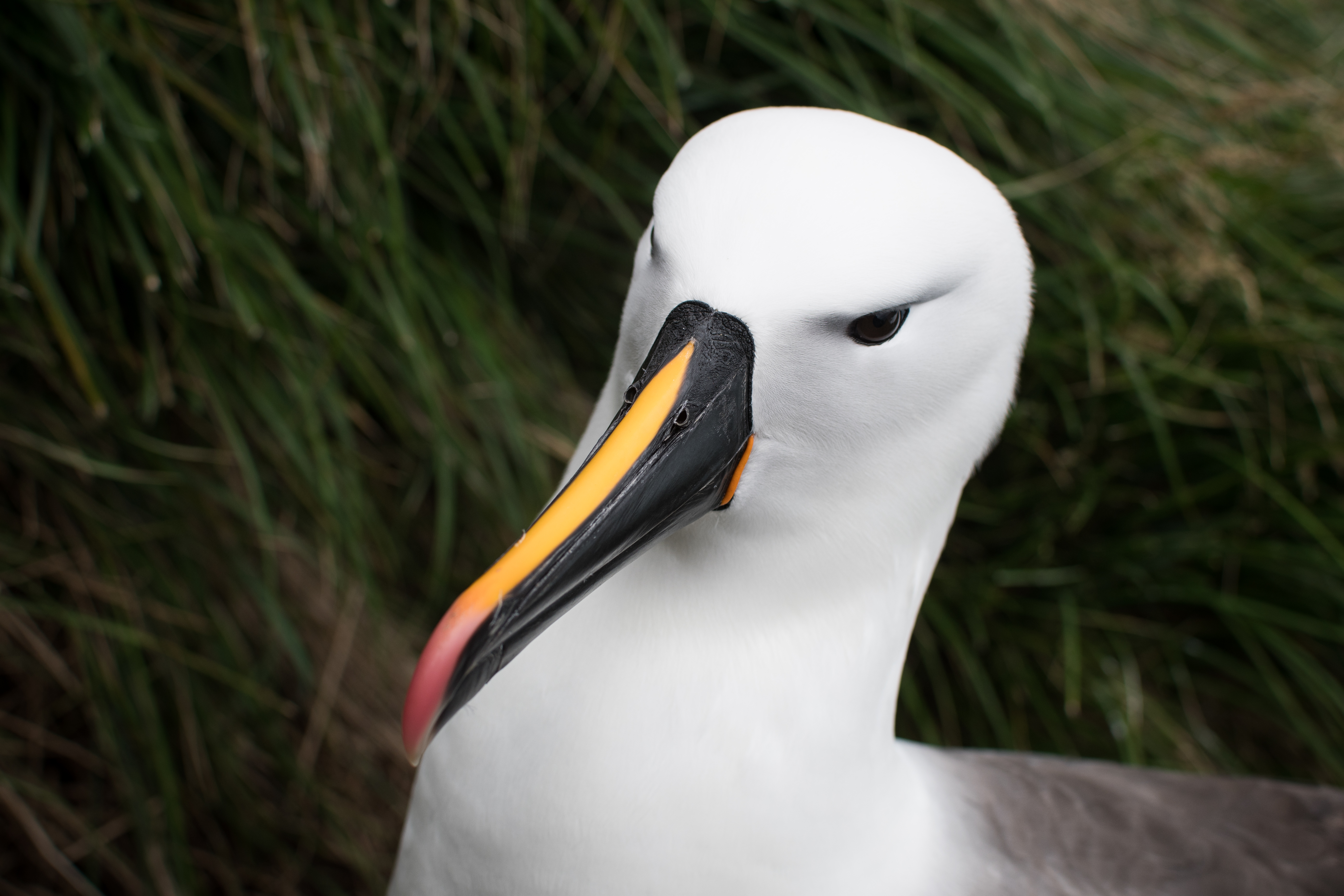